# Ненсі Спрінгер
Ненсі Коннор Спрінгер (англ. Nancy Connor Springer; 5 липня 1948, Монтклер) — американська письменниця.

## Біографія
Народилася 5 липня 1948 року в Монтклері, Нью-Джерсі, США. Своє дитинство провела у повній ідилії з природою в Едені, де її батьки вели фермерське життя. У тринадцять років переїхала до Геттісбурга, де її батьки придбали малий мотель. 1969 року одружилася з Джоелом Спрінгером (разом мають двох дітей), а 1970 року отримала ступінь бакалавра в Геттісбурзькому коледжі, після чого протягом деякого часу почала викладати у середній школі. Почала свою письменницьку кар'єру у 1970-х. Вже до 1994 року опублікувала п'ять різних книг у п'ятьох видавництвах, а 1995 року вперше стала лауреаткою премії «Едгар». 1996 року розлучилася зі своїм чоловіком, а 1999 року зустріла свого другого чоловіка — Джеймі Фернандо Пінто, з яким 2007 року переїхала до віддаленого від людей району Флориди.

## Письменницька кар'єра
Протягом більш ніж сорока років написала більш ніж 50 книг. Однією із найвідоміших книг письменниці є роман «Триматися» (Toughing It), що розповідає про хлопця, який шукає вбивцю свого брата. Спочатку Ненсі хотіла сконцентрувати усю увагу на темі скорботи за близькою людиною, але зрештою вирішила розкрити злочин. 1995 року роман приніс їй премію «Едгара». Цю ж нагороду письменниця отримала й за роман «У пошуках Джеймі Бріджера» (Looking for Jamie Bridger), де дівчина на ймення Джеймі, шукаючи своїх батьків, дізнається, що її мамою і татом є її бабуся і дідусь, які на старі коліна народили її після того, як вигнали з дому свого сина-гея, якого теж звали Джеймі.
Також Ненсі писала історії про Камелот, серед яких: «Я — Мордред» та «Я — фея Моргана». Ба більше, видала серію романів про Ровен Гуд — дівчинки, яка видає з себе хлопчика та йде до Шервудського лісу у пошуках Робін Гуда, свого батька. Також відому серією романів про Енолу Холмс, молодшу сестру (на 20 років) Шерлока Холмса.

## Твори

### Серії

#### Книга королівства Айл
1. The White Hart (1979) — «Білий олень»;
2. The Book of Suns (1977) розширена як The Silver Sun (1980) — «Книга сонць»; «Срібне сонце»;
3. The Sable Moon (1981) — «Соболиний місяць»;
4. The Black Beast (1982) — «Чорне чудовисько»;
5. The Golden Swan (1983) — «Золотий лебідь».

#### Король моря
1. Madbond (1987)
2. Mindbond (1987)
3. Godbond (1988)

#### Казки про Рован Гуд
1. Rowan Hood: Outlaw Girl of Sherwood Forest (2001) — «Рован Гуд: Дівчина-грабіжник з Шервудського лісу»;
2. Lionclaw (2002) — «Левів пазур»
3. Outlaw Princess of Sherwood (2003) — «Принцеса-грабіжниця Шервуда»;
4. Wild Boy (2004) — «Дикий хлопець»;
5. Rowan Hood Returns (2005) — «Повернення Рован Гуд».

#### Таємниці Еноли Холмс
1. The Case of the Missing Marquess (2006) — «Справа про зниклого маркіза»;
2. The Case of the Left-Handed Lady (2007) — «Справа про леді-лівшу»;
3. The Case of the Bizarre Bouquets (2008) — «Справа про дивні букети»;
4. The Case of the Peculiar Pink Fan (2008) — «Справа про рожеве віяло»;
5. The Case of the Cryptic Crinoline (2009) — «Справа про загадковий кринолін»;
6. The Case of the Gypsy Goodbye (2010) — «Справа про циганське прощання».
7. Enola Holmes and the Black Barouche (2021) — «Енола Холмс і чорний баруш».
8. Enola Holmes and the Elegant Escapade (2022) — «Енола Холмс та елегантна пригода» (отримав премію Агати).
9. Enola Holmes and the Mark of the Mongoose (2023) — «Енола Холмс і знак мангуста»

### Інші романи
- Wings of Flame (1985) — «Полум'яні крила»
- Chains of Gold (1986) — «Золоті ланцюги»
- A Horse to Love (1987) — «Улюблений кінь»
- The Hex Witch of Seldom (1988) — «Чорна чаклунка з Селдома»
- Not on a White Horse (1988) — «Не на білому коні»
- Apocalypse (1989) — «Апокаліпсис»
- They're All Named Wildfire (1989)
- Red Wizard (1990) — «Червоний маг»
- Colt (1991) — «Лоша»
- Damnbanna (1992) — «Дембанна»
- The Friendship Song (1992) — «Пісня про дружбу»
- The Great Pony Hassle (1993) — «Суперечка про велике поні»
- Toughing It (1994) — «Триматися»
- The Blind God is Watching (1994) — «Сліпий бог спостерігає»
- Larque on the Wing (1994) — «Ларк на крилі»
- The Boy on a Black Horse (1994) — «Хлопець на чорному коні»
- Metal Angel (1994) — «Ангел металу»
- Looking for Jamie Bridger (1996) — «У пошуках Джеймі Бріджер»
- Fair Peril (1996) — «Чимала небезпека»
- Secret Star (1997) — «Таємна зірка»
- I Am Mordred (1998) — «Я — Мордред»
- Sky Rider (1999) — «Літун»
- Plumage (2000) — «Плюмаж»
- Separate Sisters (2001) — «Роз'єднані сестри»
- I am Morgan le Fay (2001) — «Я — фея Моргана»
- Needy Creek (2001) — «Нужденний струмок»
- Blood Trail (2003) — «Кривавий слід»
- Dusssie (2007) — «Дуссі»

### Збірки
- Chance and Other Gestures of the Hand of Fate (1985) — «Шанс та інші жести руки долі»;
- Stardark Songs (1993) — «Пісні чорної зірки».